# Витівка
Виті́вка — село в Україні, у Полтавській міській громаді Полтавського району Полтавської області. Населення становить 174 осіб. До 2020 орган місцевого самоврядування — Пальчиківська сільська рада.

## Географія
Село Витівка розміщене за 1 км від правого берега річки Дідова Балка, на відстані в 1 км розташовані села Уманцівка, Гутирівка, Карпусі та Червона Долина. Поруч проходять автомобільна дорога М03 та залізниця, станція Платформа 303 км.

## Історія
12 червня 2020 року, відповідно до розпорядження Кабінету Міністрів України № 721-р «Про визначення адміністративних центрів та затвердження територій територіальних громад Полтавської області», село увійшло до складу Полтавської міської громади.
19 липня 2020 року, в результаті адміністративно - територіальної реформи та ліквідації Полтавського району (1925—2020), село увійшло до складу новоутвореного Полтавського району.

## Релігія
У селі є греко-католицька каплиця.

## Населення

### Мова
Розподіл населення за рідною мовою за даними перепису 2001 року:
| Мова       | Кількість | Відсоток |
| ---------- | --------- | -------- |
| українська | 161       | 92.53%   |
| російська  | 12        | 6.90%    |
| румунська  | 1         | 0.57%    |
| Усього     | 174       | 100%     |